# اردشیر یکم، فرترکه پارس
اردشیر یکم (آرامی: rtḥštry) فرترکه ساتراپی پارس (که با القاب prtrk 'zy alhaya یا «فرماندار خدایان» در سکه‌هایش از خود یاد می‌کند) جانشین بنیانگذار فرترکه‌ها، بگدات بود.

از پایان سده سوم یا آغاز سده دوم پیش از میلاد، پارس به‌دست دودمان‌های بومی پیرو امپراتوری سِلوکی اداره می‌شد. آنها نام پارسی باستان فَرَتَرَکه (فرماندار) را داشتند که در دوران هخامنشیان نیز گواهی شده‌است. شاهنشاهی هخامنشی که یک سده پیش بر بیشتر غرب آسیا حکومت می‌کردند، از این منطقه سرچشمه گرفته بودند. خود فرترکه بر وابستگی نزدیک خود به شاهان برجسته هخامنشی تأکید داشتند و احتمالاً دربار آن‌ها در پایتخت سابق هخامنشیان، تخت جمشید بوده‌است، که در آنجا پروژه‌های ساختمانی در فلات هخامنشی و نزدیک آن را تامین مالی کردند. فرترکه به طور سنتی به عنوان سلسله‌های زرتشتی یاد می‌شوند.
گاهشماری فرمانروایان اولیه پارس مورد مناقشه است. دیدگاه سنتی این بود که گاهشماری فرمانروایان اولیه عبارت بودند از; بیداد ، اردخشیر اول، وهبرز ، ودفرداد اول و ودفرداد دوم. با این حال، یافته‌های اخیر از سکه‌های پارس به زمان‌شناسی احتمالی بیشتری منجر شده است. اردخشیر اول، وهبرز، ودفرداد اول، بیداد و ودفرداد دوم.